# Barauni
Barauni – miasto w północno-wschodnich Indiach (Bihar), w dystrykcie Begusarai, w dolinie Gangesu. Liczba mieszkańców w 2003 roku wynosiła ok. 77 000.
W mieście znajduje się rafineria ropy naftowej Indian Oil. Miasto jest znane z dziewczęcej drużyny piłkarskiej Bihar's football crazy girls.